# Хелена Пийбоди
Хелена Пийбоди (на английски: Helena Peabody) e фикционална героиня от сериала еЛ връзки, в сериала от 2-ри сезон, ролята изпълнява Рейчъл Шели. Тя е богата и изискана лесбийка, която получава месечни фондове от състоянието на майка си Пеги Пийбоди, като след оттеглянето на Пеги ръководи семейната фондация.
Хелена има две деца – Уилсън и Юнг Янг, Янг е осиновена, а Уилсън е дете от нейната екс-партньорка (по-късно тя губи попечителство над тях).
Хелена е доста надменна, но в същото време и щедра, и състрадателна, тя отказва грант на Бет Портър за галерията, в която работи и вместо това дава много голяма сума като дарение на организация за деца, където работи бившата (за момента) приятелка на Бет - Тина. Скоро след това Тина и Хелена имат връзка, по времето на която Хелена се сприятелява с приятелките на Тина и дори организира сватбата на Шейн и Кармен в Канада, поемайки всички разходи по пътуване, престой в луксозен хотел и церемония. В резултат на това майка ѝ я лишава от финанси и Хелена е принудена да живее с Алис Пиезеки, да си търси работа и дори работи известно време като асистент в магазина за скейбордове на Шейн. Не след дълго Хелена намира нова приятелка, състоятелната и покер играч Катрин Росбърг, с която обикалят казина и печелят сериозни суми, но с която имат само устна уговорка за тяхното разпределяне поравно- така когато връзката им приключва, Хелена решава да вземе „своята част“ от сейфа на Катрин, която обаче подава оплакване в полицията и Хелена попада в затвора. Там тя се среща с боксьорката Дъсти (играна от боксьорката Лусия Райкър), с която имат вълнуваща връзка (Хелена първоначално е много уплашена от вероятните намерения на Дъсти, с която споделят обща килия).
Когато Хелена е освободена от затвора, тя получава цялото състояние на майка си Пеги Пийбоди, която почива, и закупува половината дял от заведението The Planet (заведението на Марина).